# Inga fosteriana
Inga fosteriana är en ärtväxtart som beskrevs av Terence Dale Pennington. Inga fosteriana ingår i släktet Inga och familjen ärtväxter. IUCN kategoriserar arten globalt som sårbar. Inga underarter finns listade i Catalogue of Life.